# Verordnung (EG) Nr. 1049/2001
Die Verordnung (EG) Nr. 1049/2001 ist eine Verordnung der Europäischen Union, die den Zugang zu Dokumenten des Europäischen Parlaments, des Rats sowie der EU-Kommission regelt. Danach haben sämtliche EU-Bürger das Recht, auf Anfrage Dokumente der Institutionen zu erhalten.

## Inhalt
Die Verordnung soll Transparenz der EU-Institutionen gewährleisten und damit eine bessere Beteiligung der Bürger am Entscheidungsprozess sicherstellen. Insbesondere Dokumente des Gesetzgebungsprozesses der Europäischen Union sollen in größtmöglichem Umfang direkt zugänglich gemacht werden.

### Aufbau der Verordnung
Die Verordnung besteht aus 19 Artikeln:
- Artikel 1 bis 3: Allgemeine Bestimmungen (Zweck, Zugangsberechtigte und Anwendungsbereich, Begriffsbestimmungen)
- Artikel 4 und 5: Ausnahmen vom Informationszugang, Dokumente von Mitgliedsstaaten
- Artikel 6 bis 10: Modalitäten des Antragsprozesses
- Artikel 11 bis 14: Aktive Veröffentlichungen und Informationen
- Artikel 15 bis 18: Verwaltungspraxis und Maßnahmen
- Artikel 19: Inkrafttreten

## Klagen
Nach einer Klage des ehemaligen Beamten Emilio de Capitani gegen das Europäische Parlament entschied das Gericht der Europäischen Union am 22. März 2018, dass die EU-Institutionen auf Basis der Verordnung 1049/2001 auch Dokumente aus informellen Trilogen herausgeben müssen.